# بيتر غوثري
بيتر غوثري (بالإنجليزية: Peter Guthrie)‏ هو لاعب كرة قدم بريطاني، ولد في 10 أكتوبر 1961 في نيوكاسل أبون تاين في المملكة المتحدة. لعب مع توتنهام هوتسبير وسوانزي سيتي ونادي بارنت ونادي بورنموث ونادي ويموث.